# Rodion Gačanin
Rodion Gačanin (Rijeka, Hrvatska, 16. rujna 1963.) je hrvatski nogometni trener koji trenutno vodi kuvajtski klub Al Qadsia. Tijekom svoje karijere bio je izbornik Kuvajta a naslijedio ga je Mohammed Ibrahem.
Riječanin je s bahreinskim klubom Riffa dva puta bio prvak države, uzeo je tri Kupa kralja, zatim kuvajtsko prvenstvo i kup te se u Kairu plasirao u polufinale Azijske Lige prvaka. Gačanin se u Kuvajt vratio nakon što je ostao bez izgleda da zasjedne na klupu riječkog prvoligaša umjesto Josipa Kužea.